# John Sallé
John Sallé communément appelé Sallé John est un musicien camerounais. Il est surnommé le « Roi de l'Ambas-Bay ».

## Biographie

### Carrière
Il est connu pour être l'un des précurseurs avec des instruments de musique moderne du rythme musical Ambas Bay ; musique des côtes littorale du Cameroun et ancêtre du Makossa. C'est un contemporain de Manu Dibango avec qui il a joué lors de tournées,.
À la fin des années 1970, il crée le groupe Les Johnco, son orchestre, constitué des artistes Djene Djento et Nguime Manulo. Une rumeur circule en 2022 faisant  état de sa mort ce qui l'empêche pas de fêter ses 45 ans de carrière à l'âge de 74 ans à Yaoundé
En 2024, il est à l'honneur avec K-Tino pour la 13 édition du Douala Music Art Festival dans la ville de Douala au Cameroun